# Orthonama
Orthonama là một chi trong họ Geometridae.

## Các loài tiêu biểu
Các loài thuộc chi Orthonama (sensu lato) bao gồm:
- Orthonama centrostrigaria (Wollaston, 1858) (= O. interruptata, O. latirupta, O. luscinata, O. mediata, O. paranensis)
- Orthonama evansi (McDunnough, 1920)
- Orthonama obstipata – Gem
- Orthonama vittata – Oblique Carpet